# Síntesis de aldehídos de Bouveault
La síntesis de aldehídos de Bouveault es una reacción química que convierte un alcano en un aldehído de un carbono más.

## Mecanismo de reacción
El primer paso de la síntesis de aldehídos de Bouveault es la formación de un reactivo de Grignard. Se añade una formamida disustituída, como por ejemplo N,N-Dimetilformamida y se forma un hemiaminal, que es fácilmente hidrolizado en el aldehído deseado.
- Datos: Q6137257